# 纤枝艾纳香
纤枝艾纳香（学名：Blumea veronicifolia）是菊科艾纳香属的植物，为中国的特有植物。分布在中国大陆的四川、云南等地，生长于海拔1,200米的地区，多生在荒地湿润处，目前尚未由人工引种栽培。